# Chloë Sevigny
Chloë Sevigny (Springfield, Massachusetts, 1974. november 18. –) Golden Globe-díjas amerikai színésznő.

## Élete és pályafutása
A 17. századi francia Sevigny márki leszármazottja, a connecticuti felső tízezer köreiben nőtt fel. 18 évesen Brooklynba költözött barátjával, Harmony Korine rendezővel. A divat világában próbálkozott, volt öltöztetőnő videóklipeknél és modellkedett. A Cannes-i Nemzetközi Filmfesztiválon bemutatott hiperrealista botrányfilmben, A kölykökben figyeltek fel rá, a HIV-pozitív lány, Jennie szerepében. Barátja, Harmony a forgatókönyv írásában vett részt. Steve Buscemi őt hívta az egy alkoholista férfiról szóló önéletrajzi ihletésű filmjébe (Bárbajnokok, Trees Lounge), Volker Schlöndorff őt kereste meg elsőként, hogy játssza el a Palmettóban az elkényeztetett bajkeverő lányt, aki vastag váltságdíj reményében megszervezi saját elrablását. Szerepelt a botránykönyvből készült Amerikai pszichóban, leszbikus lányt játszott a Ha a falak beszélni tudnának című tévéfilm második részében, „lolitáskodott” A diszkó végnapjaiban, valamint a megtörtént eseten alapuló A fiúk nem sírnakban nyújtott alakításáért is számos díjat kapott. Barátja, Korine rendezte őt a Gummóban, amely olyan tizenévesekről szól, akiknek legkedvesebb időtöltése a macskák kínzása. A filmet heves tiltakozással fogadták az amerikai kritikusok, de Európában több díjat is nyert, és többen az új Rocky Horror Picture Show-ként emlegették. Sevignyt magát olyan szabálytalan szépségű, cseppet sem sztáros megjelenésű színésznőkhöz hasonlítják, mint Sissy Spacek vagy Shelley Duvall.[forrás?] Szabadidejében ruhákat tervez. Testvére, Paul, New York egyik legünnepeltebb DJ-je.[forrás?] Szűzies és prűd – így jellemezte megjelenését egy divatlap.[forrás?]
2000-ben a #84 lett a Maxim magazin a világ 100 legszexisebb nője listán.

## Filmográfia
| Év   | Magyar cím                 | Eredeti cím                        | Szerep                         | Magyar hang         | Rendező                |
| ---- | -------------------------- | ---------------------------------- | ------------------------------ | ------------------- | ---------------------- |
| 1995 | Kölykök                    | Kids                               | Jennie                         |                     | Larry Clark            |
| 1996 | Bárbajnokok                | Trees Lounge                       | Debbie                         | Csondor Kata        | Steve Buscemi          |
| 1997 | Tétova lelkek              | Gummo                              | Dot                            |                     | Harmony Korine         |
| 1998 | Palmetto                   | Palmetto                           | Odette                         | Huszárik Kata       | Volker Schlondorff     |
| 1998 | A diszkó végnapjai         | The Last Days of Disco             | Alice Kinnon                   | Somlai Edina        | Whit Stillman          |
| 1999 | A fiúk nem sírnak          | Boys Don't Cry                     | Lana Tisdel                    | Bognár Gyöngyvér    | Kimberly Peirce        |
| 1999 | Julien, a szamárfiú        | Julien Donkey-Boy                  | Pearl                          |                     | Harmony Korine (2)     |
| 1999 | Világtérkép                | A Map of the World                 | Carole Mackessy                |                     | Scott Elliott          |
| 2000 | Amerikai Psycho            | American Psycho                    | Jean                           | Rudolf Teréz        | Mary Harron            |
| 2002 | Tíz perc - Trombita        | Ten Minutes Older                  |                                |                     | Jim Jarmusch           |
| 2002 | Démoni szerető             | Demonlover                         | Elise Lipsky                   | Majsai-Nyilas Tünde | Olivier Assayas        |
| 2003 | Party szörnyek             | Party Monster                      | Gitsie                         | Mezei Kitty         | Fenton Bailey          |
| 2003 | Party szörnyek             | Party Monster                      | Gitsie                         | Mezei Kitty         | Randy Barbato          |
| 2003 |                            | Death of a Dynasty                 | szexi nő                       |                     | Damon Dash             |
| 2003 | Dogville – A menedék       | Dogville                           | Liz Henson                     | Kocsis Judit        | Lars von Trier         |
| 2003 | A barna nyúl               | The Brown Bunny                    | Daisy                          |                     | Vincent Gallo          |
| 2003 | A hazugsággyáros           | Shattered Glass                    | Caitlin Avey                   | Vadász Bea          | Billy Ray              |
| 2004 | Melinda és Melinda         | Melinda and Melinda                | Laurel                         | Zakariás Éva        | Woody Allen            |
| 2004 | Diliwood                   | Jiminy Glick in Lalawood           | önmaga                         |                     | Vadim Jean             |
| 2005 | Manderlay                  | Manderlay                          | Philomena                      |                     | Lars von Trier (2)     |
| 2005 | Hervadó virágok            | Broken Flowers                     | Carmen asszisztense            | Laurinyecz Réka     | Jim Jarmusch (2)       |
| 2005 | Három tű                   | 3 Needles                          | Clara                          |                     | Thom Fitzgerald        |
| 2006 |                            | Lying                              | Megan                          |                     | M. Blash               |
| 2006 | Nővérek                    | Sisters                            | Grace Collier                  |                     | Douglas Buck           |
| 2007 | Zodiákus                   | Zodiac                             | Melanie                        | Hámori Eszter       | David Fincher          |
| 2009 | A játék neve: halál        | The Killing Room                   | Emily Reilly                   | Mezei Kitty         | Jonathan Liebesman     |
| 2009 | Mit tettél, fiam?          | My Son, My Son, What Have Ye Done? | Ingrid                         | Mezei Kitty         | Werner Herzog          |
| 2010 |                            | Beautiful Darling                  | Candy Darling hangja           |                     | James Rasin            |
| 2010 | Családi kincs, ami nincs   | Barry Munday                       | Jennifer Farley                | Solecki Janka       | Chris D'Arienzo        |
| 2010 |                            | Mr. Nice                           | Judy Marks                     |                     | Bernard Rose           |
| 2013 |                            | Lovelace                           | Rebecca                        |                     | Rob Epstein            |
| 2013 | Jeffrey Friedman           | Lovelace                           | Rebecca                        |                     |                        |
| 2013 |                            | The Wait                           | Emma                           |                     | M. Blash (2)           |
| 2014 |                            | Little Accidents                   | Kendra Briggs                  |                     | Sara Colangelo         |
| 2014 | A simlis bankrabló         | Electric Slide                     | Charlotte                      | Sánta Annamária     | Tristan Pattersan      |
| 2015 |                            | Black Dog, Red Dog                 | Ali                            |                     | James Franco           |
| 2015 | Pedro Gómez Millán         | Black Dog, Red Dog                 | Ali                            |                     |                        |
| 2015 | Brian Lannin               | Black Dog, Red Dog                 | Ali                            |                     |                        |
| 2015 |                            | #Horror                            | Alex Cox                       |                     | Tara Subkoff           |
| 2016 | Szerelem és barátság       | Love & Friendship                  | Alicia Johnson                 | Pálfi Kata          | Whit Stillman (2)      |
| 2016 |                            | Antibirth                          | Sadie                          |                     | Danny Perez            |
| 2017 | Arany kijárat              | Golden Exits                       | Alyssa                         | Solecki Janka       | Alex Ross Perry        |
| 2017 | Beatriz, mint vendég       | Beatriz at Dinner                  | Shannon                        | Bánfalvi Eszter     | Miguel Arteta          |
| 2017 | A vacsora                  | The Dinner                         | Barbara Lohman                 | Pálfi Kata          | Oren Moverman          |
| 2017 |                            | Lean on Pete                       | Bonnie                         |                     | Andrew Haigh           |
| 2017 | Hóember                    | The Snowman                        | Sylvia Ottersen / Ane Pedersen | Trokán Nóra         | Tomas Alfredson        |
| 2018 |                            | Lizzie                             | Lizzie Borden                  |                     | Craig William Macneill |
| 2019 |                            | Love Is Blind                      | Carolyn Krafft                 |                     | Monty Whitebloom       |
| 2019 | Andy Delaney               | Love Is Blind                      | Carolyn Krafft                 |                     |                        |
| 2019 | A holtak nem halnak meg    | The Dead Don't Die                 | Minerva Morrison               | Mezei Kitty         | Jim Jarmusch (3)       |
| 2019 | A farkasfiú igaz története | The True Adventures of Wolfboy     | Jen                            | Varga Gabriella     | Martin Krejčí          |
| 2019 |                            | Queen & Slim                       | Mrs. Shepherd                  |                     | Melina Matsoukas       |
| 2020 |                            | Slow Machine                       | Chloë                          |                     | Paul Felten            |
| 2020 | Joe Denardo                | Slow Machine                       | Chloë                          |                     |                        |
| 2022 | Csontok meg minden         | Bones and All                      | Janelle Yearly                 | Györgyi Anna        | Luca Guadagnino        |
| 2024 |                            | Bonjour Tristesse                  | Anne                           |                     | Durga Chew-Bose        |